# Glypta polita
Glypta polita är en stekelart som beskrevs av Dasch 1988. Glypta polita ingår i släktet Glypta och familjen brokparasitsteklar. Inga underarter finns listade i Catalogue of Life.